# راجیه
راجیه (به لهستانی:  Radzieje) یک روستا در لهستان است که در گمینا ونگوژوو واقع شده‌است. راجیه ۵۱۰ نفر جمعیت دارد.